# Pierella costaricana
Pierella costaricana är en fjärilsart som beskrevs av Friedrich Wilhelm Niepelt 1927. Pierella costaricana ingår i släktet Pierella och familjen praktfjärilar. Inga underarter finns listade i Catalogue of Life.